# Acte clair
Acte clair — доктрина права Європейської Унії, яка полягає в тому, що якщо судове рішення або норма права достатньо чіткі, то держава-член не має обов’язку подавати преюдиційний запит до Суду Справедливости.
Доктрина acte clair бере свій початок у рішенні Суду Справедливости у справі Srl CILFIT проти Міністерства охорони здоров’я (1982), на ґрунті якої було розроблено так звані «критерії CILFIT». Хоча спочатку вважалося, що Суд Справедливости буде суворо підходити до їх застосування, наукові праці стверджують, що критерії CILFIT, хоча вони часто цитуються в рішеннях і доктрині, не застосовувалися Судом ні послідовно, ні по-справжньому жорстко. Натомість формується більш гнучкий підхід до вимог acte clair.